# Lincoln Beachey

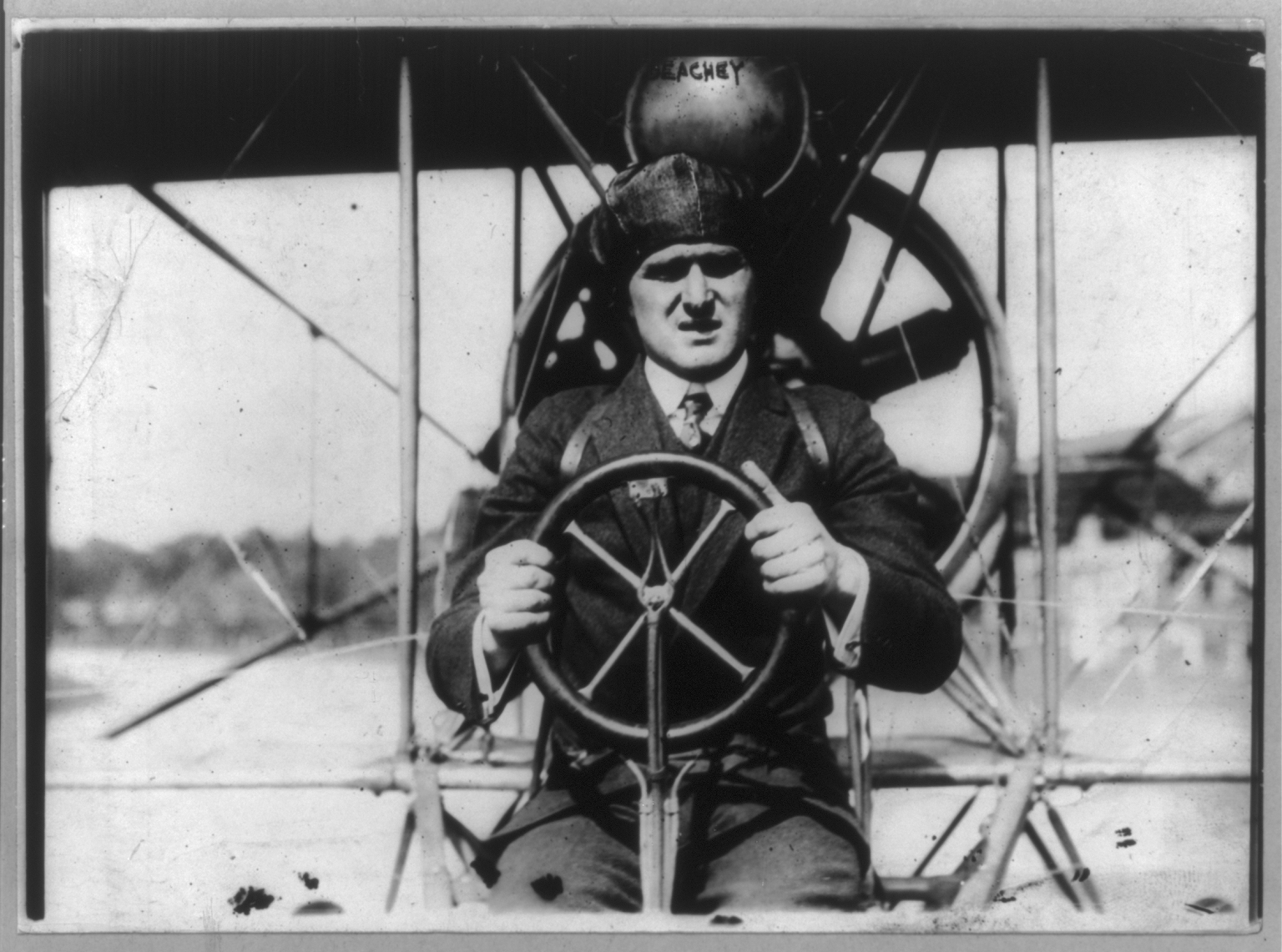
Lincoln Beachey

Lincoln Beachey, född i april 1887 i San Francisco, död 14 mars 1915, var en amerikansk flygpionjär. Han var bror till Hillery Beachey.
Beacheys pappa William, som var en krigsveteran efter det amerikanska inbördeskriget, var blind. Detta ledde till att familjen levde under knappa förhållanden.   
I slutet på 1800-talet fanns det redan en lång tradition med flygförsök och ballonguppstigningar i San Francisco-trakten. Både Lincoln och hans bror var väldigt intresserade av dessa flygförsök, och de inledde sina flygkarriärer som ballongflygare. 1905 jobbade båda bröderna heltid med luftskepp och vätgasballonger för aviatorn Thomas Baldwin. Redan 1907 räknades Lincoln som en av USA:s mest erfarna aviatörer på farkoster lättare än luft. En av hans flygturer beskådades av Wilbur och Orville Wright, som han även träffade och pratade med efter flygningen.
Han anställdes som uppvisningsflygare av Curtiss Exhibition Company 1910, Los Angeles International Aviation Meet 1910 blev vändpunkten för Lincoln. Där dominerade nu flygplanen, och Lincolns Beachey-Knabenshue Racing luftskepp kändes föråldrat mot flygplanen. Lincoln bestämde sig nu för att helt överge luftskeppen till förmån för farkoster tyngre än luft. Han anställdes först som mekaniker av Curtiss Exhibition Company 1910, men han utbildades även till uppvisningsflygare vid gruppen. 
I januari 1911 räknades han helt som flygplanspilot då han deltog i San Francisco Aviation Meet. I mitten av året blev han känd i hela USA, genom en flygning under Honeymoon Bridge vid Niagarafallen, och ett världsrekord i höjdflygning vid Chicago International Aviation Meet med ett Curtiss biplan. Under en tävling ställde han upp under namnet Clarice Lavaseur, iklädd peruk och klänning. 
Som pilot var han våghalsig och var flera gånger nära att totalhaverera under sina flyguppvisningar. Hans flygningar tvingade de andra piloterna att genomföra flygningar över sin förmåga och många av hans medtävlare anklagade honom i tidningsartiklar för vårdslös flygning och att han förorsakat andra piloters död. Han försvarade sig med att han försökte hitta gränserna för vad det nya färdmedlet flyg kunde klara av. Som ett resultat av debatten höjde man flyghöjden vid flyguppvisningarna. Den nya höjden gav dock utrymme för nya vågade flygmanövrar, och 1913 ställde han upp på flygträffarna med en spiralflygning med motorn avslagen. Den manövern kom att bli Lincolns varumärke. Trots sitt rykte var Lincoln mycket säkerhetsmedveten. Han krävde att hans flygande material skulle vara av högsta klass, och att hans mekaniker var utbildade. Han tvingades vid en tävling att böta flera hundra dollar efter att han som Clarice Lavaseur flugit för nära och träffat Calbraith Rodgers ena vinge. Rodgers tappade kontrollen över flygplanet och havererade i Michigansjön.
Hela flygåret 1914 gick i Lincolns namn. Han blev den första amerikanska pilot som genomförde en looping. På ett år från november 1913 till november 1914 loopade han över 1 000 gånger. Hans flyguppvisningar med rallyföraren Barney Oldfield lockade till publikrekord på alla platser de besökte. Eftersom konkurrensen från de europeiska flygarna uteblev på grund av första världskriget, dominerade han många flygtävlingar och flyguppvisningar. Samtidigt visade kriget att de piloter som behärskade den farliga flygning som Lincoln kritiserats för, var de som blev de stora flyghjältarna.
Vid Panama-Pacific International-uppvisningen 14 mars 1915 i San Francisco havererade Lincoln med följd att han avled. Vid flygningen framförde han ett monoflygplan konstruerat av brodern Hillery Beachey. Under uppvisningen lossnade vingarna vid en upptagning efter en dykning. Katherine Stinson köpte senare det havererade flygplanet och flyttade över Gnomemotorn till det dubbeldäckade flygplan hon beställt från Partridge-Keller Aeroplane Company. Haveriet medförde att de stora flyguppvisningarna, där piloterna eggade varandra till farliga flygningar, upphörde.